# Pressath
Pressath est une ville de Bavière (Allemagne), située dans l'arrondissement de Neustadt an der Waldnaab, dans le district du Haut-Palatinat.

## Histoire
Pressath est une petite ville d’environ 4 600 habitants dominant de quelques dizaines de mètres la riche vallée céréalière de la rivière Naab qui descend du nord au sud jusqu’à Ratisbonne (Regensburg) où elle se jette dans le Danube. Elle a été fondée par une tribu Wende et christianisée par saint Emmeran au VIIe siècle. Autrefois fortifiée, elle fut longtemps en proie à des conflits religieux, en particulier entre catholiques et protestants. En 1633, lors de la guerre de Trente Ans, elle fut assiégée et conquise par les troupes suédoises de Gustave II Adolphe de Suède sous le commandement du général Rosa. Napoléon Ier y serait passé en route pour Moscou en 1812.